# سرو پیریوریو
سرو پیریوریو (به اسپانیایی: Cerro Piergiorgio) یک کوه در آرژانتین و شیلی است که در بخش لاگو آرژانتینو واقع شده‌است. سرو پیریوریو ۲٬۷۱۹ متر بالاتر از سطح دریا واقع شده‌است.